# 8-я стрелковая бригада
8-я отдельная стрелковая бригада — воинское соединение РККА ВС СССР в Великой Отечественной войне

## История
Формировалась весной 1940 года на полуострове Ханко за счёт прибытия туда полков, выделяемых из 24-й стрелковой дивизии.
В действующей армии с 22 июня 1941 года по 12 марта 1942 года.
На начало войны базируется на полуострове Ханко. Имела на вооружении 34 танка Т-26 (33 боеспособных и еще 3 находились в капитальном ремонте на "рембазах и заводах"), 12 Т-37 (11 боеспособных), 1 танкетку Т-27, использовавшуюся как тягач, 5 бронеавтомобилей БА-20, 12 76-мм пушек обр. 1936 г., 12 122-мм гаубиц обр. 1910/30 г. и 12 152-мм гаубиц обр. 1909/30 г., 13 76-мм полковых пушек обр. 1927 г., 12 76-мм зенитных пушек обр. 1931 г., 23 45-мм противотанковые пушки и 106 минометов.
С 22 июня 1941 года бригада подвергается авиационным налётам, с 26 июня 1941 года — артиллерийскому обстрелу, 1 июля 1941 года финские войска начали штурм укреплений военно-морской базы. С этого времени и до конца ноября 1941 года 8-я стрелковая бригада вела оборону военно-морской базы Ханко на полуострове и близлежащих островах, являясь основным соединений вооружённых сил СССР на базе: командованию бригады подчинялись все сухопутные силы и части береговой обороны на полуострове.
С начала октября 1941 года началась эвакуация гарнизона базы, таким образом и бригада перебрасывалась в Кронштадт. Последние транспорты ушли с Ханко 2 декабря 1941 года. В ночь со 2 на 3 декабря  военный транспорт  «Иосиф Сталин»  при прохождения минного заграждения северо-западнее о. Найссар, вышел из протраленной полосы и подорвался последовательно на трёх минах, на судне погибли 2200 военнослужащих бригады.      По прибытии, бригада находилась во фронтовом резерве Ленинградского фронта до весны 1942 года
12 марта 1942 года в составе 23-й армии переформирована в 136-ю стрелковую дивизию

## Полное название
8-я стрелковая бригада

## Подчинение
| Дата            | Фронт (округ)       | Армия      | Корпус | Примечания |
| --------------- | ------------------- | ---------- | ------ | ---------- |
| 22.06.1941 года | Северный фронт      | -          | -      | -          |
| 01.07.1941 года | Северный фронт      | -          | -      | -          |
| 10.07.1941 года | Северный фронт      | -          | -      | -          |
| 01.08.1941 года | Северный фронт      | -          | -      | -          |
| 01.09.1941 года | Ленинградский фронт | -          | -      | -          |
| 01.10.1941 года | Ленинградский фронт | -          | -      | -          |
| 01.11.1941 года | Ленинградский фронт | -          | -      | -          |
| 01.12.1941 года | Ленинградский фронт | -          | -      | -          |
| 01.01.1942 года | Ленинградский фронт | -          | -      | -          |
| 01.02.1942 года | Ленинградский фронт | -          | -      | -          |
| 01.03.1942 года | Ленинградский фронт | 23-я армия | -      | -          |

## Состав
- 270-й стрелковый полк (майор, полковник Соколов С. Д.13.03.1940 — 14.02.1942)
- 335-й стрелковый полк  (подполковник Н. С. Никоноров)
- 343-й артиллерийский полк — три артиллерийских дивизиона (76-мм орудий, 122-мм гаубиц, 152-мм гаубиц)
- 219-й стрелковый полк (сформирован 5 августа 1941 года из состава матросов военно-морской базы, 51-го, 93-го, 94-го и 145-го отдельных строительных батальонов, 124-го инженерного батальоно, 42-го и 219-го отдельных сапёрных батальонов, 8-го и 21-го железнодорожных батальонов, 296-й и 101-й отдельных строительных роты)
- 42-й отдельный сапёрный батальон
- 181-й отдельный батальон связи
- 204-й отдельный зенитный артиллерийский дивизион
- две пулемётные роты
- автомобильная рота подвоза
- 287-й отдельный танковый батальон
- 21-й полевой хлебозавод
- 34-я дивизионная артиллерийская мастерская
- 55-й ветеринарный лазарет
- 229-я обувно-ремонтная мастерская
- 82-й полевой подвижный госпиталь
- 185-я полевая почтовая станция.

## Командование
Командиры
- Симоняк, Николай Павлович, полковник (с 12.1940)

Заместители
- Соколов, Николай Дмитриевич (1896—1944) (14.02.1942 — 12.03.1942 года) полковник.

## Отличившиеся воины бригады
| Награда | Ф. И. О.               | Должность                        | Звание       | Дата награждения | Примечания |
| ------- | ---------------------- | -------------------------------- | ------------ | ---------------- | ---------- |
|         | Сокур, Пётр Трофимович | Стрелок 335-го стрелкового полка | Красноармеец | 13.08.1941       | -          |